# Paulina Pi de la Serra
Paulina Pi de la Serra i Joly (Tarrasa, 1906-Tarrasa, 1991) fue una escritora, oradora y activista política española.

## Biografía
Nació en Tarrasa en 1906. Vinculada a la Lliga Catalana, contribuyó en la prensa periódica de la época, en publicaciones como Després y Diario de Terrassa. Antes del estallido la guerra civil, había salido de España en compañía de Joan Estelrich, con quien tuvo una hija en una relación adúltera. Pi de la Serra, que volvió a su ciudad natal en 1945, falleció en dicha localidad en marzo de 1991. Entre sus obras se contó Historia d'Emma (1982).